# Луна-1B
Луна-1B, інша назва Луна Е-1 № 2 — радянська автоматична міжпланетна станція для вивчення Місяця. Другий апарат типу Е-1, призначеного влучити в Місяць зі швидкістю понад 3 км/с і доставляти на його поверхню вимпел СРСР, який не руйнувався.
Друга спроба зіткнення з поверхнею Місяця, однак апарат не вилетів за межі земної атмосфери. Спроба запуску відбулася через кілька годин після спроби запуску американського апарата «Піонер-1».
11 жовтня 1958 р. після запуску ракети-носія Р-7 (8К72) на 104-й секунді польоту внаслідок резонансних коливань конструкції з частотою 10 Гц з боку працюючих двигунів зруйнувалися кріплення центрального блока з бічними, і ракета вибухнула.